# 牛子
牛子（?—?），战国初期齐国人物，根据杨宽的观点应该出自田氏。
前404年，魏、韩、赵三晋攻打齐国，包围了齐国平陆（平阴）。括子向执政的牛子建议让齊康公前去和三晋讲和算了。牛子听后，认为是好主意。無害子反对让君主去求和受辱来保住疆土。牛子没有听从无害子的议论，而采用了括子的计谋，使三晋军队撤走，保住了平陆。